# Hedyotis ovata
Hedyotis ovata är en måreväxtart som beskrevs av Carl Peter Thunberg och Carl Maximowicz. Hedyotis ovata ingår i släktet Hedyotis och familjen måreväxter. Inga underarter finns listade i Catalogue of Life.